# Microsoft Certified Desktop Support Technician
 (mars 2025).

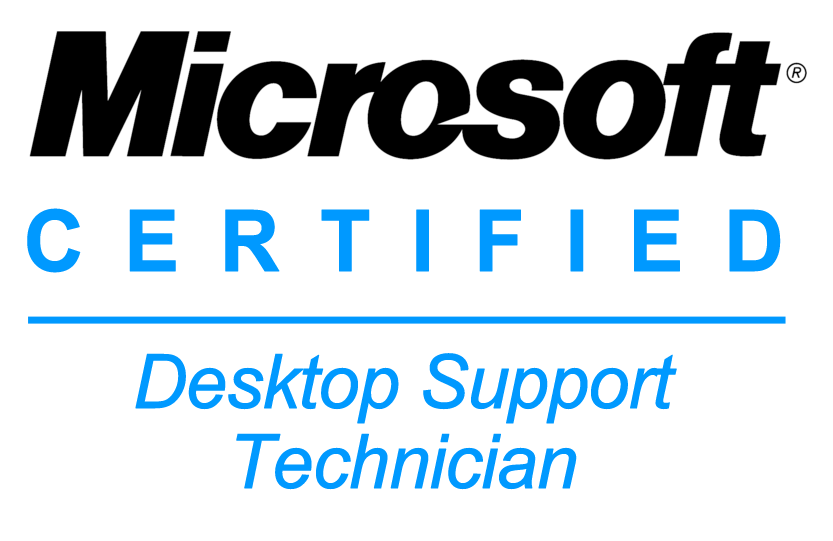
Logo officiel d'une certification MCDST reconnue

Microsoft Certified Desktop Support Technician (MCDST) est une certification Microsoft indiquant qu'un professionnel est capable d'assurer le support utilisateur de Windows XP et tous les autres logiciels que les utilisateurs types utilisent (Office et Outlook).
Elle est composée de deux examens.